# Hashimoto Takumi
Takumi Hashimoto (sinh ngày 5 tháng 1 năm 1989) là một cầu thủ bóng đá người Nhật Bản.

## Sự nghiệp câu lạc bộ
Takumi Hashimoto đã từng chơi cho Fujieda MYFC.